# What Were Once Vices Are Now Habits
| Recensione                        | Giudizio    |
| --------------------------------- | ----------- |
| AllMusic                          | [ 3 ]       |
| Robert Christgau                  | C-          |
| The New Rolling Stone Album Guide | [ 5 ]       |
| Sputnikmusic                      | 3.7 (Great) |
| Piero Scaruffi                    | [ 7 ]       |
| Dizionario del Pop-Rock           | [ 8 ]       |
| 24.000 dischi                     | [ 9 ]       |

What Were Once Vices Are Now Habits è il quarto album discografico in studio del gruppo musicale rock statunitense The Doobie Brothers, pubblicato nel febbraio del 1974.

## Tracce
Lato A
1. Song to See You Through – 4:06 (Tom Johnston)
2. Spirit – 3:15 (Tom Johnston)
3. Pursuit on 53rd St. – 2:33 (Tom Johnston)
4. Black Water – 4:17 (Patrick Simmons)
5. Eyes of Silver – 2:57 (Tom Johnston)
6. Road Angel – 4:49 (The Doobie Brothers)

Lato B
1. You Just Can't Stop It – 3:28 (Patrick Simmons)
2. Tell Me What You Want (And I'll Give You What You Need) – 3:53 (Patrick Simmons)
3. Down in the Track – 4:15 (Tom Johnston)
4. Another Park, Another Sunday – 4:27 (Tom Johnston)
5. Daughters of the Sea – 4:29 (Patrick Simmons)
6. Flying Cloud – 2:00 (Tiran Porter)

## Formazione
- Tom Johnston - chitarra, voce
- Patrick Simmons - chitarra, voce
- Tiran Porter - basso, voce
- John Hartman - batteria
- Michael Hossack - batteria[12]

Musicisti aggiunti
- Bill Payne - tastiere
- James Booker - piano (brano: Down in the Track)
- Andrew Love, Wayne Jackson e The Memphis Horns - strumenti a fiato e arrangiamento strumenti a fiato
- Milt Holland - tabla, marimba, pandeiro
- Jeff Skunk Baxter - chitarra pedal steel
- Eddie Guzman - conga, timbales
- Arlo Guthrie - autoharp
- Novi (Novi Novog) - viola

Note aggiuntive
- Ted Templeman - produttore
- Benita Brazier - coordinatrice alla produzione
- Registrazioni effettuate al: Warner Bros. Studios di North Hollywood, California; Wally Heider Studios di San Francisco, California ed al Burbank Studios di Burbank, California
- Donn Landee - ingegnere delle registrazioni
- Lee Herschberg - ingegnere delle registrazioni aggiunto
- Dan Fong - fotografie (tutte)
- Chas Barbour (per Lotus) - art direction e album design
- Ringraziamento speciale a Keith Knudsen[13]

## Classifica
Album
| Anno | Classifica            | Posizione raggiunta |
| ---- | --------------------- | ------------------- |
| 1974 | Official Albums Chart | 19                  |
| 1975 | Billboard 200         | 4                   |

Singoli
| Anno | Titolo del brano             | Classifica         | Posizione raggiunta |
| ---- | ---------------------------- | ------------------ | ------------------- |
| 1974 | Another Park, Another Sunday | Billboard Hot 100  | 32                  |
| 1974 | Eyes of Silver               | Billboard Hot 100  | 52                  |
| 1975 | Black Water                  | Billboard Hot 100  | 1                   |
| 1975 | Black Water                  | Adult Contemporary | 38                  |